# Pueblo njemp
El pueblo njemp es un grupo étnico que habita en Kenia, también conocido por los etnónimos ilchamu, en-jemusi, nyemps o tyamus. Originariamente vivían a orillas del lago Baringo, en un lugar llamado Marigat, en el valle del Rift. Hablan el idioma maa y pertenecen al grupo lingüístico nilótico de las llanuras, como las comunidades masái, samburu y turkana. A finales del siglo XX se estimaba que 15.872 personas formaban parte del pueblo njemp. La tabla demográfica de 2016 del Proyecto Joshua informa de una comunidad de 43.000 personas identificadas con el pueblo njemp.
Los njemps son agricultores sedentarios que también cuidan rebaños. La ganadería es importante para el status de sus poseedores y por su valor económico. Comparten en buena medida la cultura y la organización social de los masáis y samburus, en especial la tradición de la circuncisión, el sistema de guerra (moran), la vestimenta y la danza.
Es una comunidad pobre y carece de instalaciones adecuadas en materia de educación y sanidad. Está fuertemente jerarquizada, poco alfabetizada y conserva con arraigo las costumbres tradicionales, donde resalta la figura del hombre con preeminencia sobre la mujer en los roles comunitarios. En Kenia ocupan principalmente los condados de Isiolo, Marsabit y Samburu: Lago Turkana al este hacia Marsabit.

## Idioma

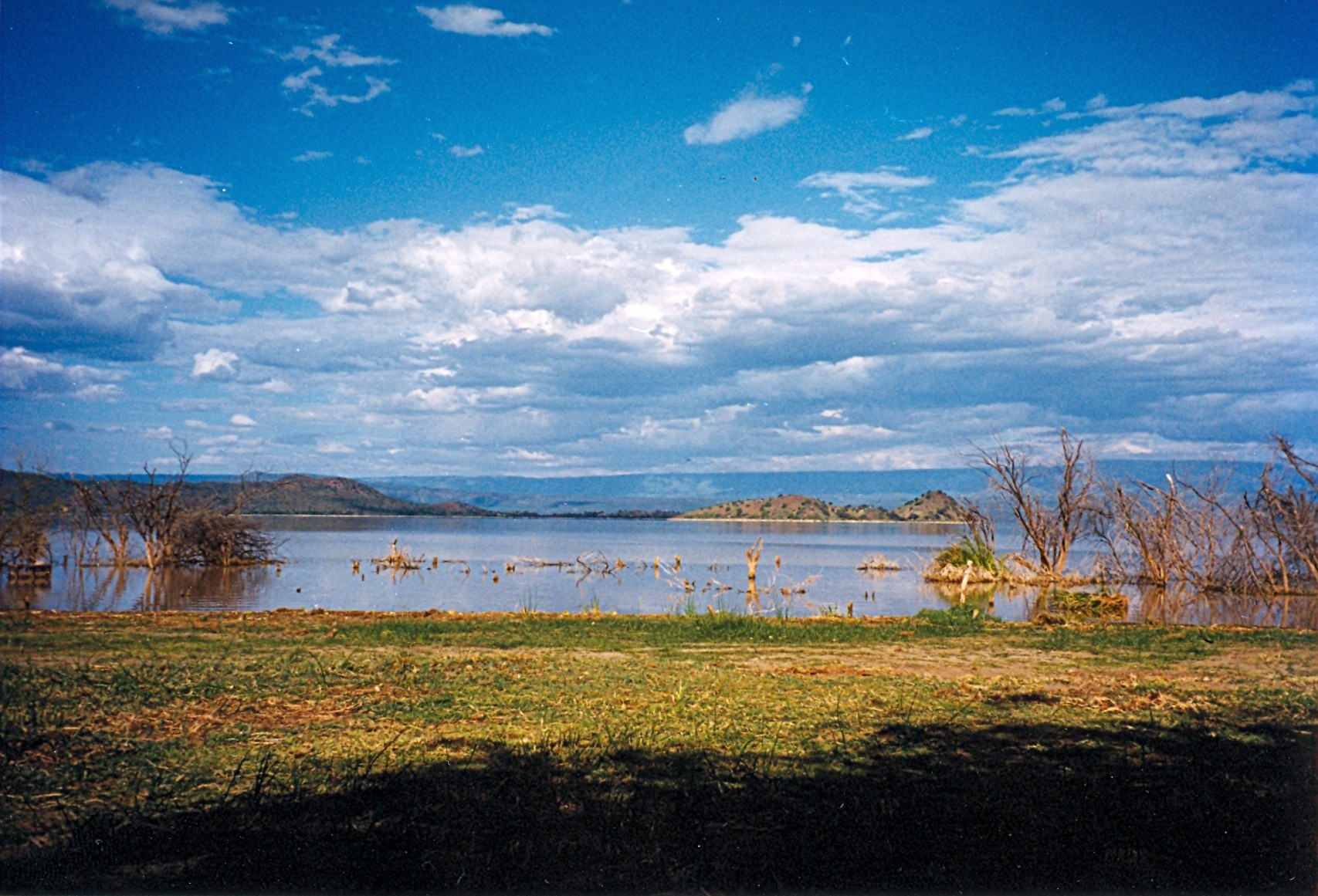
Lago Baringo

Los pueblos que hablan lenguas nilóticas constituían el segundo grupo de población más grande en la Kenia a finales del siglo XX. Los primeros hablantes nilóticos se trasladaron a Kenia desde el norte, probablemente a principios del primer milenio de nuestra era. Sin embargo, la mayoría de los idiomas que constituyen este grupo llegaron a Kenia durante el segundo milenio. La lingüística los clasifica entre grupos: Ríos y Lagos (u occidental), de las Tierras Altas (o central) y de las Llanuras (u oriental). El grupo occidental está formado por comunidades luo, este idioma fue traído al oeste de Kenia por inmigrantes de Uganda, probablemente a fines del siglo XV. El grupo de habla nilótica de las Tierras Altas que llegó a residir en Kenia se conoce como kalenjin, mientras que el grupo de habla nilótica de las Llanuras que fue más importante en Kenia fue el teso-masái, incluyendo a  los pueblos pertenecientes a los grupos étnicos conocidos como masái, teso, turkana, samburu y njemps.

## Historia

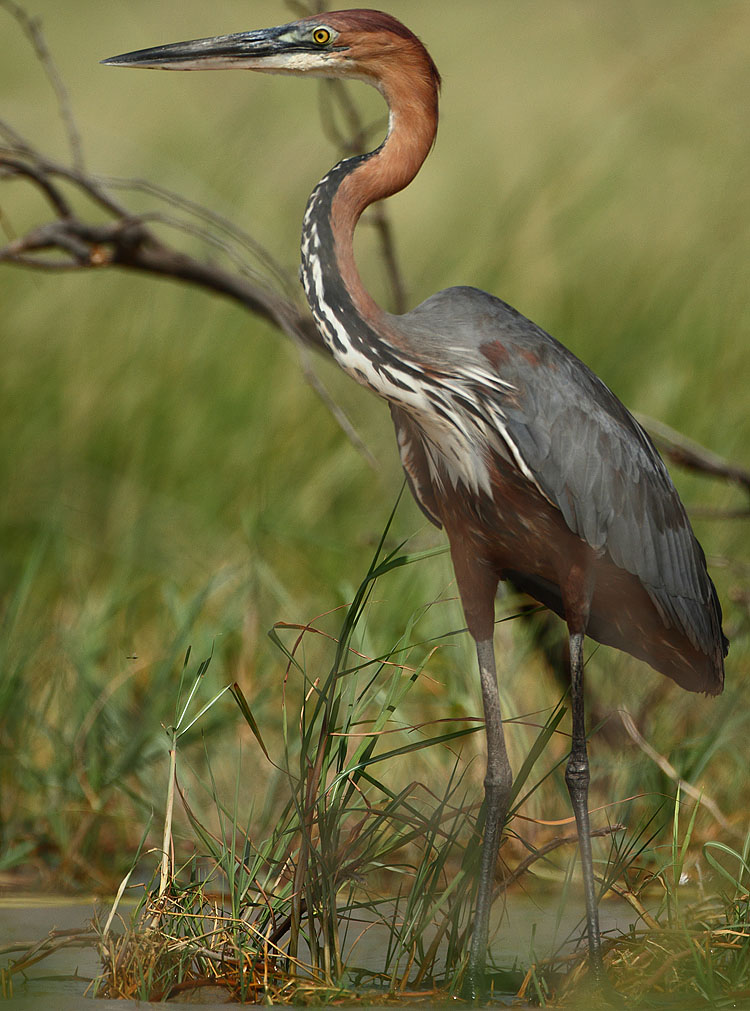
Ardea goliath -Lago Baringo, Kenia

Hay dos teorías sobre el origen de los njemps. Una sugiere que procedían de una sección del pueblo samburu, llamada il-doigolo que se separó a mediados del siglo XVIII. La otra teoría propone que son un remanente de uno de los il-oikop o il-kwavi masái, que fueron derrotados por los ikapi masái y se vieron obligados a trasladarse a los territorios del sur y este del lago Baringo donde pasaron de ganaderos a una cultura agrícola sedentaria.
El lago Baringo (168 km²) en el Valle del Rift quedó poblado entonces principalmente por tres grupos étnicos, los pastores pokot al norte y este, los también pastores y pescadores del pueblo njemps al sur; y los tugen al oeste del lago en las colinas que llevan su nombre. El lago, además de pesca y regadío ofrecía una rica reserva de aves, con casi 460 especies diferentes.

## Sociedad
La familia era la unidad social más pequeña entre los njemps. Todos los miembros de la familia tenían diferentes roles que desempeñar. Los hombres normalmente se encargaban de la pesca, los cultivos, el pastoreo y la seguridad de las aldeas. Por otra parte las mujeres se ocupaban del cuidado de la casa,  los hijos y tareas de alfarería como la construcción de las ollas domésticas. Los niños ayudaban en los quehaceres del hogar.
Los njemp tenían un consejo de ancianos, que eran responsables de resolver las disputas, ofrecer sacrificios y realizar ceremonias.

## Artes y oficios

### Guerreros
Los guerreros njemps utilizaban un tocado de melena de león que señalaba su estatus dentro del grupo. Cada soldado portaba escudo, lanza y hacha. Disponían de unas puntas de lanza o flechas con púas hechas de hierro, palos y plumas. Los hombres las usaban para cazar animales salvajes o como arma cuando eran atacados.

### Vestimenta y adornos
Comparten muchos rasgos culturales con otras comunidades de habla maa, especialmente en su forma de vestir. Hacen ropa y adornos de cuero, abalorios, latón y cobre, entre otros artículos. Utilizan diferentes ropas y adornos para indicar el estatus entre los miembros de la comunidad:
- Sura: Los njemps colocan unos aros de madera hechos de madera de labuskeil a los niños pequeños. A los seis años de edad (Libatin Awari), se cortan los lóbulos de las orejas y se insertaron los tapones en el espacio central que dejaba el aro.
- OIchonyi onkiya: Las mujeres cazadas lucen un par de aretes de cuentas muy coloridas cosidas en cuero y colocadas en cada lóbulo de la oreja.
- Pendientes de cobre: También tradicionales son fabricados por los herreros njemps. En el caso de los pendientes masculinos pueden ser hilos de cobre torneados sobre una barra de hierro.
- Olekesena: es una falda con pedrería hecha con piel de cabra o vaca. Los abalorios decoran la pieza. Las mujeres solían construirlas raspando el pelo de la piel de cabra. Lo suavizaban con grasa de oveja mezclada con ocre rojo.
- Nkamuka: sandalias de piel vacuna con doble suela y un rollo de piel de vaca en las correas a modo de decoración. Las construían los obres pero la usaban también las mujeres.

## Recreación
La música y el tabaco de mascar eran actividades recreativas populares:
- Masilingi: flauta musical hecha de hierro obtenido de pipas de agua usadas. Consiste en dos orificios cuidadosamente elaborados, cuya forma ayuda a dirigir el paso del aire para producir el sonido deseado. Los jóvenes lo usaban y jugaban, mientras pastoreaban ganado, como una forma de ocio.
- Ilkidong: Caja de tabaco hecha de una pipa de plástico negra con extremos de piel de vaca y un asa. Los ancianos lo usaban para guardar el tabaco que masticaban por placer.

## Economía
Los njemps llevan mucho tiempo practicando la agricultura y la pesca. Mantienen pequeños rebaños de ganado vacuno, caprino y ovino. También recolectan miel de grandes troncos de árboles. Los hombres tradicionalmente también se dedicaban a la caza, para complementar su dieta, pero la caza es ilegal en Kenia en la actualidad.
- Pesca: Construían unas canoas conocidas como “kaldich”, hechas con madera de ambach y unidas con cuerdas sisal silvestre (rapai). Los hombres se sentaban estas piezas ligeras y usaban dos remos de madera de kaemai para mover la canoa en el lago Baringo, donde pescaban.
- Agricultura y riego: Con azadas de madera cavaban en los terrenos sobre el lago Baringo. Tierras que suelen estar secas y no tienen lluvias periódicas, por lo que desarrollaron un sistema de riego que les permitió sostener su agricultura. (Museo Kenia)
- Recolección de miel: Utilizada para alimentarse o como materia prima para hacer cerveza, la recolección de miel era una actividad importante de la economía njemp. Se almacenaba en barriles de madera revestidos de cuero de vaca y sujetos con correas de fibras retorcías.
- Caza: Además de las lanzas con púas los njemps utilizaban un garrote (eng'udi), hecho de madera de salabani, que se tallaba con una panga y una navaja. Se arrojaban a las piernas de los animales para dejarlos en el suelo.
- Ganadería: Practican una ganadería semiextensiva bovina.

## Religión
La mayoría de los njemps conservan sus creencias y ritos tradicionales, pero una minoría participa de alguna confesión cristiana tras la llegad de misioneros. Las iglesias cristianas ofrecen algunos servicios de enseñanza y médicos.